# 貞丈雑記
『貞丈雑記』（ていじょうざっき）は、江戸時代後期の有職故実書。 16巻、36部。伊勢貞丈著。子孫への古書案内、故実研究の参考書として、宝暦13年（1763年）から天明4年（1784年）の22年間にわたり執筆。草稿のまま伝わったのを岡田光大が校訂して天保14年（1843年）に刊行した。
現代の翻刻として平凡社東洋文庫から全4冊で刊行されている（島田勇雄校訂）。